# Rarities 1971-2003
Rarities 1971-2003 je kompilacijski album grupe The Rolling Stones izdan 2005. godine. Album se sastoji od B-strana singlova, remixa i snimki uživo. 

## Popis pjesama
1. "Fancy Man Blues" – 4:48
2. "Tumbling Dice" (live) – 4:02
3. "Wild Horses" (live) – 5:10
4. "Beast of Burden" (live) – 5:04
5. "Anyway You Look at It" – 4:20
6. "If I Was a Dancer (Dance Pt. 2)" – 5:50
7. "Miss You" (Dance Version) – 7:32
8. "Wish I'd Never Met You" – 4:39
9. "I Just Wanna Make Love to You" (live) – 3:55
10. "Mixed Emotions" (12" Version) – 6:12
11. "Through The Lonely Nights" – 4:12
12. "Live With Me" (live) – 3:47
13. "Let It Rock" (live) – 2:46
14. "Harlem Shuffle" (NY Mix) – 5:48
15. "Mannish Boy" (live) – 4:28
16. "Thru and Thru" (live) – 6:39

## Top ljestvice

### Album
| Godina | Ljestvica         | Pozicija |
| ------ | ----------------- | -------- |
| 2005.  | The Billboard 200 | #76      |

## Vanjske poveznice
- allmusic.com  Arhivirana inačica izvorne stranice od 6. ožujka 2021. (Wayback Machine) Rarities 1971-2003